# Elecciones municipales de Andahuaylas de 2002
Las elecciones municipales de Andahuaylas de 2002 se llevaron a cabo el 17 de noviembre de 2002 para elegir al alcalde y al Concejo Provincial de Andahuaylas para el periodo 2003-2006. La elección se celebró simultáneamente con elecciones regionales y municipales (provinciales y distritales) en todo el Perú.

## Sistema electoral
La Municipalidad Provincial de Andahuaylas es el órgano administrativo y de gobierno de la provincia de Andahuaylas. Está compuesta por el alcalde y el Concejo Provincial.
La votación del alcalde y el concejo se realiza en base al sufragio universal, que comprende a todos los ciudadanos nacionales mayores de dieciocho años, empadronados y residentes en la provincia de Andahuaylas y en pleno goce de sus derechos políticos, así como a los ciudadanos no nacionales residentes y empadronados en la provincia de Andahuaylas.
El Concejo Provincial de Andahuaylas está compuesto por 11 regidores elegidos por sufragio directo para un período de cuatro (4) años, en forma conjunta con la elección del alcalde (quien lo preside). La votación es por lista cerrada y bloqueada. Se asigna a la lista ganadora los escaños según el método d'Hondt o la mitad más uno, lo que más le favorezca.

## Composición del Concejo Provincial de Andahuaylas
La siguiente tabla muestra la composición del Concejo Provincial de Andahuaylas antes de las elecciones.
| Partidos | Partidos                                                       | Regidores |
| -------- | -------------------------------------------------------------- | --------- |
|          | Lista Independiente Movimiento Independiente Todas las Sangres | 7         |
|          | Movimiento Independiente Somos Perú                            | 3         |
|          | Movimiento Independiente Vamos Vecino                          | 1         |

## Partidos y candidatos
A continuación se muestra una lista de los principales partidos y alianzas electorales que participan en las elecciones:
| Candidatura | Candidatura       | Partidos y alianzas | Candidatos | Candidatos              | Ideología                                               | Resultado previo | Resultado previo | Ref. |
| Candidatura | Candidatura       | Partidos y alianzas | Candidatos | Candidatos              | Ideología                                               | Votos (%)        | Reg.             | Ref. |
| ----------- | ----------------- | --- | ---------- | ----------------------- | ------------------------------------------------------- | ---------------- | ---------------- | ---- |
|             | UPP               | Lista - Agrupación Independiente Unión por el Perú - Frente Amplio (UPP)                                                                    |            | Ibar Quintana Moscoso   | Socioliberalismo Progresismo Socialdemocracia           | 0.12%            | 0                |      |
|             | APRA              | Lista - Partido Aprista Peruano (APRA) |            | Víctor Siancas Moreano  | Aprismo                                                 | Nuevo            | Nuevo            |      |
|             | AP                | Lista - Acción Popular (AP) |            | Efraín Ambía Vivanco    | Humanismo Nacionalismo cívico Reformismo                | Nuevo            | Nuevo            |      |
|             | PP                | Lista - Perú Posible (PP) |            | Raúl Salas Herrera      | Socioliberalismo Democracia liberal Tercera vía         | Nuevo            | Nuevo            |      |
|             | UN                | Lista - Unidad Nacional (UN) – Partido Popular Cristiano (PPC) – Solidaridad Nacional (SN) – Renovación Nacional (RN) – Cambio Radical (CR) |            | Edgar Gonzales Ramos    | Democracia cristiana Conservadurismo Neoliberalismo     | Nuevo            | Nuevo            |      |
|             | MNI               | Lista - Movimiento Nueva Izquierda (MNI) |            | Gloria Cárdenas Alarcón | Marxismo-leninismo Mariateguismo Socialismo democrático | Nuevo            | Nuevo            |      |
|             | P                 | Lista - Primero Perú (P) |            | José Sierra Landa       |                                                         | Nuevo            | Nuevo            |      |
|             | Llapanchik        | Lista - Frente Popular Llapanchik (Llapanchik)                                                                                              |            | Julio Huaraca Merino    | Regionalismo apurimeño                                  | Nuevo            | Nuevo            |      |
|             | Todas las Sangres | Lista - Todas las Sangres (Todas las Sangres)                                                                                               |            | Filio Ballón Aréstegui  | Regionalismo apurimeño                                  | Nuevo            | Nuevo            |      |
|             | IND               | Lista - Lista Independiente Movimiento Independiente Frente Obrero Campesino Estudiantil y Popular                                          |            | Julia Páucar Limas      | Localismo abanquino                                     | Nuevo            | Nuevo            |      |

## Resultados

### Sumario general
| |                                                                                                 |              |              |              |           |           |  |  |
| Partidos y coaliciones                                                                             | Partidos y coaliciones                                                                          | Voto popular | Voto popular | Voto popular | Regidores | Regidores |  |  |
| Partidos y coaliciones                                                                             | Partidos y coaliciones                                                                          | Votos        | %            | ±pp          | Total     | +/−       |  |  |
| | Frente Popular Llapanchik (Llapanchik)                                                          | 11,908       | 24.99        | Nuevo        | 7         | +7        |  |  |
| | Perú Posible (PP)                                                                               | 9,415        | 19.76        | Nuevo        | 2         | +2        |  |  |
| | Todas las Sangres (Todas las Sangres)                                                           | 5,562        | 11.67        | Nuevo        | 1         | +1        |  |  |
| | Acción Popular (AP)                                                                             | 4,611        | 9.68         | n/a          | 1         | +1        |  |  |
| | Primero Perú (P)                                                                                | 4,225        | 8.87         | Nuevo        | 0         | ±0        |  |  |
| | Partido Aprista Peruano (APRA)                                                                  | 3,342        | 7.01         | n/a          | 0         | ±0        |  |  |
| | Unidad Nacional (UN)                                                                            | 2,870        | 6.02         | Nuevo        | 0         | ±0        |  |  |
| | Movimiento Nueva Izquierda (MNI)                                                                | 2,642        | 5.54         | Nuevo        | 0         | ±0        |  |  |
| | Agrupación Independiente Unión por el Perú - Frente Amplio (UPP)1                               | 2,501        | 5.25         | –1.47        | 0         | ±0        |  |  |
| | Lista Independiente N° 1 Movimiento Independiente Frente Obrero Campesino Estudiantil y Popular | 581          | 1.22         | n/a          | 0         | ±0        |  |  |
| |                                                                                                 |              |              |              |           |           |  |  |
| Total                                                                                              | Total                                                                                           | 47,657       |              |              | 11        | ±0        |  |  |
| |                                                                                                 |              |              |              |           |           |  |  |
| Votos válidos                                                                                      | Votos válidos                                                                                   | 47,657       | 80.30        | +3.89        |           |           |  |  |
| Votos en blanco                                                                                    | Votos en blanco                                                                                 | 6,072        | 10.23        | –2.12        |           |           |  |  |
| Votos nulos                                                                                        | Votos nulos                                                                                     | 5,623        | 9.47         | –1.77        |           |           |  |  |
| Votos emitidos                                                                                     | Votos emitidos                                                                                  | 59,352       | 80.40        | +6.22        |           |           |  |  |
| Abstenciones                                                                                       | Abstenciones                                                                                    | 14,473       | 19.60        | –6.22        |           |           |  |  |
| Votantes registrados                                                                               | Votantes registrados                                                                            | 73,825       |              |              |           |           |  |  |
| |                                                                                                 |              |              |              |           |           |  |  |
| Fuente:                                                                                            |                                                                                                 |              |              |              |           |           |  |  |
| Notas al pie: 1 Comparado con los resultados de Unión por el Perú (UPP) en las elecciones de 1998. |                                                                                                 |              |              |              |           |           |  |  |
| Notas al pie:                                                                                      |                                                                                                 |              |              |              |           |           |  |  |
| 1 Comparado con los resultados de Unión por el Perú (UPP) en las elecciones de 1998.               |                                                                                                 |              |              |              |           |           |  |  |

## Elecciones municipales distritales

### Resultados por distrito
La siguiente tabla enumera el control de los distritos de la provincia de Andahuaylas. El cambio de mando de una organización política se resalta del color de ese partido.
| Distrito                   | Alcalde(sa) titular        | Partido político | Partido político          | Alcalde(sa) electo(a)      | Partido político | Partido político          |
| -------------------------- | -------------------------- | ---------------- | ------------------------- | -------------------------- | ---------------- | ------------------------- |
| Andarapa                   | Gustavo León Damiano       |                  | Somos Perú                | Juan Vásquez Vizcaíno      |                  | Frente Popular Llapanchik |
| Chiara                     | Mario Quispe Huamaní       |                  | Vamos Vecino              | Alberto de la Cruz Salcedo |                  | Primero Perú              |
| Huancarama                 | Miguel Suárez Contreras    |                  | Somos Perú                | Francisco León Vega        |                  | Perú Posible              |
| Huancaray                  | Lázaro Ccahuana Ayala      |                  | Somos Perú                | Teobaldo Villa Calderón    |                  | Todas las Sangres         |
| Huayana                    | Camilo Urpe Pacasi         |                  | Vamos Vecino              | Clemente Urpi Romero       |                  | Perú Posible              |
| Kaquiabamba                | Juan Enciso Altamirano     |                  | Todas las Sangres         | Lorenzo Franco Sánchez     |                  | Acción Popular            |
| Kishuará                   | Víctor Carrasco Ayquipa    |                  | Todas las Sangres         | Cecilio Quispe Pichihua    |                  | Acción Popular            |
| Pacobamba                  | Simeón Palomino Ccollca    |                  | Vamos Vecino              | Rómulo Pedraza Pacheco     |                  | Frente Popular Llapanchik |
| Pacucha                    | Óscar Franco Navarro       |                  | Unión por el Perú         | Mauro Medina Ramírez       |                  | Frente Popular Llapanchik |
| Pampachiri                 | Juan Ostos Barrientos      |                  | Todas las Sangres         | Wilfredo Chipana Fernández |                  | Acción Popular            |
| Pomacocha                  | Rodolfo Jihuallanca Mamani |                  | Somos Perú                | Abelardo Ccaccya Ccopa     |                  | Frente Popular Llapanchik |
| San Antonio de Cachi       | Eusebio Mallma Gutiérrez   |                  | Somos Perú                | Alejandro Infanzón Ludeña  |                  | Acción Popular            |
| San Jerónimo               | Fortunato Rincón Torbisco  |                  | Vamos Vecino              | Juan Vivanco Naveros       |                  | Primero Perú              |
| San Miguel de Chaccrapampa | Gregorio Durand Aroni      |                  | Maestros y Pueblos Unidos | Máximo Lluyac Tuni         |                  | Unión por el Perú         |
| Santa María de Chicmo      | Lorenzo Andia Gonzales     |                  | Todas las Sangres         | Edwin López Zevallos       |                  | Acción Popular            |
| Talavera                   | Antonio León Zapata        |                  | Somos Perú                | Elías Romero Lagos         |                  | Perú Posible              |
| Tumay Huaraca              | Víctor Sivipaucar Huamani  |                  | Vamos Vecino              | Luisa Chávez de Yllahuaman |                  | Todas las Sangres         |
| Turpo                      | Bernardo Regaño Prudencio  |                  | Somos Perú                | Prudencio Huamán Herbas    |                  | Frente Popular Llapanchik |